# Shun'ya Suganuma
Shun'ya Suganuma (菅沼 駿哉 Suganuma Shun'ya?, nacido el 17 de mayo de 1990 en Toyonaka, Osaka) es un futbolista japonés que se desempeña como defensa.

## Trayectoria

### Clubes
| Club               | País  | Año         |
| ------------------ | ----- | ----------- |
| Gamba Osaka        | Japón | 2009 - 2011 |
| Roasso Kumamoto    | Japón | 2011        |
| Júbilo Iwata       | Japón | 2012 - 2014 |
| Kyoto Sanga FC     | Japón | 2015 - 2016 |
| Montedio Yamagata  | Japón | 2017        |
| Gamba Osaka        | Japón | 2018 - 2021 |
| Gamba Osaka sub-23 | Japón | 2018        |

## Estadística de carrera

### J. League
| Club              | Año   | J. League | J. League | Copa J. League | Copa J. League | Total | Total |
| Club              | Año   | Part.     | Goles     | Part.          | Goles          | Part. | Goles |
| ----------------- | ----- | --------- | --------- | -------------- | -------------- | ----- | ----- |
| Gamba Osaka       | 2009  | 0         | 0         | 0              | 0              | 0     | 0     |
| Gamba Osaka       | 2010  | 0         | 0         | 0              | 0              | 0     | 0     |
| Gamba Osaka       | 2011  | 0         | 0         | 0              | 0              | 0     | 0     |
| Roasso Kumamoto   | 2011  | 17        | 0         | -              | -              | 17    | 0     |
| Júbilo Iwata      | 2012  | 21        | 1         | 6              | 0              | 27    | 1     |
| Júbilo Iwata      | 2013  | 16        | 1         | 4              | 0              | 20    | 1     |
| Júbilo Iwata      | 2014  | 17        | 0         | -              | -              | 17    | 0     |
| Kyoto Sanga FC    | 2015  | 34        | 1         | -              | -              | 34    | 1     |
| Kyoto Sanga FC    | 2016  | 39        | 1         | -              | -              | 39    | 1     |
| Montedio Yamagata | 2017  | 40        | 0         | -              | -              | 40    | 0     |
| Total             | Total | 184       | 4         | 10             | 0              | 194   | 4     |